# Asterix Gall
Asterix Gall (fr. Astérix le Gaulois, 1967) – belgijsko-francuski film animowany opowiadający o przygodach dzielnych Gallów, którzy stawiają opór rzymskim legionom. Film powstał na podstawie komiksu autorstwa René Goscinnego i Alberta Uderzo o tym samym tytule. Jest to pierwsza adaptacja filmowa Asteriksa.

## Obsada głosowa[1]
- Roger Carel – Asteriks
- Jacques Morel – Obeliks
- Pierre Tornade – 
  - Abrarakuriks,
  - handlarz,
  - Kajus Bonus
- Lucien Raimbourg – Panoramiks
- Pierre Trabaud – 
  - Markus Zakapiorus,
  - legionista
- Bernard Lavalette – narrator
- Jacques Jouanneau –
  - Kakofoniks,
  - Kaligula Minus
- Jacques Mauclair – Juliusz Cezar
- Maurice Chevit –
  - Claudius Catilus,
  - kat,
  - rzymski żołnierz
- Robert Vattier – dodatkowe głosy
- Michel Puterflam – dodatkowe głosy
- Georges Carmier – dodatkowe głosy
- Yves Brainville – dodatkowe głosy
- Henri Labussière – dodatkowe głosy